# Amescha Spenta
Die Amescha Spenta (avestisch aməša- spənta-, mittelpersisch Amešāspand), die „Heilvollen Unsterblichen“, im Jung-Avesta als Sechsheit kanonisiert, sind in der Religion Zarathustras die sechs unsterblichen Weisen der sieben höchsten Geister im Reich des Lichts, welche Ahura Mazda im Kampf gegen Ahriman zur Seite stehen. Sie sind nach dem Verständnis mancher Anhänger Zarathustras reine Allegorien und werden oft, besonders die beiden letzten, als Güter angerufen, welche Ahura Mazda gebeten wird, den Frommen zu verleihen.
In den Hymnen Zarathustras, den Gathas, erscheinen sie als die wesentlichen Eigenschaften Ahura Mazdas. Im Verlauf späterer Epochen wurden diese Eigenschaften zunehmend personifiziert, sodass sie schließlich als Gottheiten in Erscheinung traten. In Yasna 45.4 erscheint Zarathustra als der „Vater“ der Amescha Spenta.

## Sechs Wesenheiten
Die folgende Tabelle gibt die orthodoxe Namensgebung der Amescha Spenta wieder, in der die Epitheta der ersten vier Wesenheiten Bestandteil ihres Namens geworden sind. Die Attribute, die dem eigentlichen Namen vorangestellt sind oder folgen, werden deshalb wie der eigentliche Name groß geschrieben.
| Nr | Genus | Umgangssprache | Transkription    | Pahlavi    | Deutsche Übersetzung       |
| -- | ----- | -------------- | ---------------- | ---------- | -------------------------- |
| 1  | Das   | Vohu Manah     | vohu- manah-     | Vahman     | Gutes Denken               |
| 2  | Das   | Aša Vahišta    | ašâ- vahišta-    | Ardvahišt  | Beste Wahrheit             |
| 3  | Das   | Xšathra Vairya | xšaθra- vairiia- | Šahrevar   | Wünschenswerte Herrschaft  |
| 4  | Die   | Spenta Armaiti | spənta- armaiti- | Spendarmad | Heilvolle Rechtgesinntheit |
| 5  | Die   | Haurvatat      | hauruuatāt-      | Hordad     | Unversehrtheit             |
| 6  | Die   | Ameretat       | amərətatāt-      | Amurdad    | Unsterblichkeit            |

Die genannten sechs Amescha Spentas bezeichnen im heutigen iranischen Kalender sechs Monate des Jahres.

## Siebengliedrige Namensreihe
Im jüngeren Avesta wird vereinzelt die Zahl sieben für die Amescha Spenta angegeben. So steht an einer Stelle: „…, die (alle) sieben von gleichem Gedanken sind.“ Die siebengliedrige Namensreihe umfasst die sechs Wesenheiten zusätzlich mit Ahura Mazda an erster Stelle. Sie wird deshalb manchmal als Heptad bezeichnet. Die siebengliedrige Namensreihe des jüngeren Avesta beginnt in der Aufzählung immer mit Ahura Mazda. Dadurch werden die übrigen Wesenheiten ihm gleichgeordnet und Ahura Mazda erscheint als der Höchste unter seinesgleichen, ein primus inter pares. Die öfters ebenfalls zu den Amescha Spenta gezählte Wesenheit, Spenta Mainyu, kann dagegen für die ursprüngliche siebengliedrige Namensreihe nicht nachgewiesen werden. Im Visparad wird die Reihe um den Gestalter der Kuh (avestisch gəuṣ̌ taṣ̌an) (siehe dazu die Klage der Kuh), der Seele der Kuh (avestisch gəuṣ̌  uruuan-) und dem Feuer des Weisen Herrn (avestisch atar- ahurahe mazda) erweitert.
Wegen der uneinheitlichen Überlieferung wird vermutet, dass die Gruppe der Amescha Spenta ursprünglich zahlenmäßig nicht festgelegt war und es deshalb immer wieder zu Zusätzen oder Auslassungen gekommen ist. Die Gruppe sei relativ spät auf die wichtigsten Vertreter reduziert und dogmatisch festgelegt worden. Ob Ahura Mazda zu den Amescha Spenta gezählt werden kann oder nicht, ist in der Forschung umstritten.

## Spenta Mainyu und die Amescha Spenta
Im ältesten Teil des Avestas gibt es eine Strophe, in der Spenta Mainyu, der Heilvolle Geist, den sechs Namen der Amescha Spenta vorangestellt ist.

„Durch den heilvollen Geist [spənta mainiiu] und das beste Denken [manah-] und aufgrund von Tat und Wort gemäß der Wahrheit [ašâ-] sollen sie diesem hier Unversehrtheit [hauruuatāt-] und Unsterblichkeit [amərətatāt-] geben, (sie, nämlich) der Weise Herr [mazdâ] zusammen mit Herrschaft [xšaθra-] und Rechtgesinntheit [armaiti-].“

Da jede der sechs Strophen dieses Yasna mit Spenta Mainyu oder einer Variante davon beginnt, kann von dieser spezifischen Anfangsstellung nicht abgeleitet werden, dass Spenta Mainyu zu den Amescha Spenta gehört. Spenta Mainyu tritt auch im übrigen Avesta nicht in einen näheren Zusammenhang mit den Amescha Spenta.